# Medetera walschaertsi
Medetera walschaertsi är en tvåvingeart som beskrevs av Gosseries 1989. Medetera walschaertsi ingår i släktet Medetera och familjen styltflugor.
Artens utbredningsområde är Kalifornien. Inga underarter finns listade i Catalogue of Life.